# 2. ŽNL Međimurska
2. županijska nogometna liga Međimurska ili 2. međimurska liga je liga sedmog stupnja nogometnih natjecanja u Hrvatskoj, te drugog na području Međimurske županije. Liga se sastoji od 16 klubova.
Prvak ostvaruje plasman u 1. ŽNL Međimursku, a nižu ligu predstavlja 3. ŽNL Međimurska.

## Dosadašnji prvaci
| sezona           | rang | skupina | klubova | pobjednik                               |
| ---------------- | ---- | ------- | ------- | --------------------------------------- |
| 2020./21.        | VI.  | A       | 16      | Croatia Orehovica                       |
| 2020./21.        | VI.  | B       | 16      | Bratstvo Savska Ves                     |
| 2019./20. ↓19/20 | VI.  | A       | 15      | Draškovec                               |
| 2019./20. ↓19/20 | VI.  | B       | 17      | Venera PMP Sveti Juraj na Bregu         |
| 2018./19.        | VI.  | A       | 16      | Dubravčan Donja Dubrava                 |
| 2018./19.        | VI.  | B       | 16      | Trnovec                                 |
| 2017./18.        | VI.  | A       | 16      | Kraljevčan 38 (Donji Kraljevec)         |
| 2017./18.        | VI.  | B       | 16      | Bratstvo Jurovec                        |
| 2016./17.        | VI.  | A       | 16      | Dinamo Palovec                          |
| 2016./17.        | VI.  | B       | 16      | Sokol Vratišinec                        |
| 2015./16.        | VI.  | A       | 16      | Hodošan                                 |
| 2015./16.        | VI.  | B       | 16      | Sloga Štrigova                          |
| 2014./15.        | VI.  | Istok   | 16      | Galeb Oporovec                          |
| 2014./15.        | VI.  | Zapad   | 16      | Jedinstvo Gornji Mihaljevec             |
| 2013./14.        | V.   | Istok   | 16      | Kraljevčan 38 (Donji Kraljevec)         |
| 2013./14.        | V.   | Zapad   | 16      | Međimurec Dunjkovec-Pretetinec          |
| 2012./13.        | V.   | Istok   | 16      | Dinamo Domašinec                        |
| 2012./13.        | V.   | Zapad   | 16      | Šenkovec                                |
| 2011./12.        | V.   | Istok   | 16      | Mladost Palinovec                       |
| 2011./12.        | V.   | Zapad   | 16      | Rudar Mursko Središće                   |
| 2010./11.        | VI.  | Istok   | 14      | Podturen                                |
| 2010./11.        | VI.  | Zapad   | 14      | Pušćine                                 |
| 2009./10.        | VI.  |         |         |                                         |
| 2008./09.        | VI.  |         |         |                                         |
| 2007./08.        | VI.  |         |         |                                         |
| 2006./07.        | VI.  |         |         |                                         |
| 2005./06.        | V.   | Istok   | 14      | Radnički Bravarija "Kanižaj" Gardinovec |
| 2005./06.        | V.   | Zapad   | 14      | Sloboda Slakovec                        |
| 2004./05.        | V.   | Istok   | 14      | Bratstvo Savska Ves                     |
| 2004./05.        | V.   | Zapad   | 14      | Rudar Mursko Središće                   |

Kategorija:Sezone petog ranga HNL-a 

Kategorija:Sezone šestog ranga HNL-a 

Napomene: 

↑19/20  - u sezoni 2019./20. prvenstvo prekinuto zbog pandemije COVID-19 u svijetu i Hrvatskoj

## Sudionici

### Sezona 2013./2014.
| 2. ŽNL Istok              |                   |
| Klub                      | Mjesto            |
| NK Borac PMP              | Turčišće          |
| NK Croatia                | Orehovica         |
| NK Vidovčan Donji Vidovec | Donji Vidovec     |
| NK Drava                  | Donji Mihaljevec  |
| NK Dubrava                | Sivica            |
| NK Dubravčan              | Donja Dubrava     |
| NK Galeb                  | Oporovec          |
| NK Graničar               | Novakovec         |
| NK Trnava                 | Goričan           |
| NK Mladost                | Sveta Marija      |
| NK Polet                  | Pribislavec       |
| NK Omladinac              | Držimurec-Strelec |
| NK Hodošan                | Hodošan           |
| NK Kraljevčan 38          | Donji Kraljevec   |

| 2. ŽNL Zapad       |                      |
| Klub               | Mjesto               |
| NK Centrometal     | Macinec              |
| NK Donji Koncovčak | Donji Koncovčak      |
| NK Hajduk Vindija  | Štrukovec            |
| NK Jedinstvo       | Novo Selo na Dravi   |
| NK Međimurec       | Dunjkovec-Pretetinec |
| NK Mladost         | Selnica              |
| NK Mura            | Hlapičina            |
| NK Omladinac       | Mačkovec             |
| NK Pušćine         | Pušćine              |
| NK Sloboda         | Mihovljan            |
| NK Sloga           | Štrigova             |
| NK Strahoninec     | Strahoninec          |
| NK Šenkovec        | Šenkovec             |
| NK Zasadbreg       | Zasadbreg            |

## Poveznice
- Međimurski nogometni savez
- emedjimurje.rtl.hr, II. međimurska liga - skupina A  Arhivirana inačica izvorne stranice od 17. lipnja 2017. (Wayback Machine)
- emedjimurje.rtl.hr, II. međimurska liga - skupina B  Arhivirana inačica izvorne stranice od 18. lipnja 2017. (Wayback Machine)
- 1. ŽNL Međimurska
- 3. ŽNL Međimurska
- Kup Međimurskog nogometnog saveza